# Негода Наталія Ігорівна
Наталія Ігорівна Негода (* 12 листопада 1963, Москва, РРФСР) — російська актриса.
Народилася 12 листопада 1963 року.
Закінчила Школу-студію МХАТу (1996).
Знялась у фільмах: «Завтра була війна» (1987, Зіна), «Маленька Віра» (1988, 2 с, Віра), в українському — «Автопортрет невідомого» (1987, Зіна) тощо.
Наприкінці 1980-х перша серед радянських акторок зналася для журналу «Плейбой».
З 1999 р. — у США. У 2007 році повернулася до Росії.

## Фільмографія
2018 — фільм «Ван Гогі» (рос. «Ван Гоги»), Таня
2009 — фільм «Бубон, барабан» (рос. «Бубен, барабан»), Катя / бібліотекарка Катерина Артемівна
1996 — фільм «Кожна хвилина — прощання» (англ. «Every Minute Is Goodbye»), Надя Крістін
1993 — телесеріал «Закон і порядок» (англ. «Law & Order»), Ірина Купер (епізод 4.03 «The Pursuit of Happiness»)
1992 — телефільм «Товариші на літо» (англ. The Comrades of Summer), Таня
1992 — фільм «Назад до СРСР» (англ. Back in the U.S.S.R.), Лєна
1989 — фільм «У місті Сочі темні ночі» (рос. «В городе Сочи тёмные ночи»), Олена Ігорівна Фомкіна
1989 — фільм «Автопортрет невідомого» (рос. Автопортрет неизвестного)
1988 — фільм «Маленька Віра» (рос. «Маленькая Вера»), Віра
1987 — фільм «Завтра була війна» (рос. «Завтра была война»), Зіна Коваленко